# Gonzalo Aja
Gonzalo Aja Barquín (* 13. Juli 1946 in Matienzo (Cantabria)) ist ein ehemaliger spanischer Radrennfahrer.

## Sportliche Laufbahn
Aja war im Straßenradsport aktiv. Von 1970 bis 1979 war er Berufsfahrer. 1971 gewann er das Etappenrennen Vuelta a Cantabria mit einem Etappensieg. 1972 war er im Eintagesrennen Subida a Arrate erfolgreich, 1976 gewann er die Valencia-Rundfahrt  und 1977 die Clásica de Santoña. Etappensiege holte er in der Vuelta a Asturias 1971, in der Vuelta a Suiza und in der Tour de Suisse 1974sowie in der Katalanische Woche 1978.
Zweiter wurde er im Rennen Escalada a Montjuïc 1972, Grand Premio Leganes 1973, im Clásica de Sabiñánigo 1975, in der Katalanischen Woche 1978. 1974 überquerte er den Mont Ventoux als Erster während der 12. Etappe der Tour de France. Auf der 18. Etappe der Tour 1974 war er Erster bei der Überquerung des Col du Tourmalet. Aja bestritt alle Grand Tours.

## Grand-Tour-Platzierungen
| Grand Tour            | 1970 | 1971 | 1972 | 1973 | 1974 | 1975 | 1976 | 1977 | 1978 | 1979 |
| --------------------- | ---- | ---- | ---- | ---- | ---- | ---- | ---- | ---- | ---- | ---- |
| Vuelta a EspañaVuelta | 30   | 19   | 4    | –    | –    | –    | 14   | –    | 9    | 25   |
| Giro d’ItaliaGiro     | –    | –    | –    | 19   | 33   | –    | –    | 16   | –    | –    |
| Tour de FranceTour    | –    | –    | –    | DNF  | 5    | –    | –    | 14   | –    | –    |